# Jaromír Klempíř
Jaromír Klempíř (5. června 1944 Velká Chuchle – 13. července 2016) byl český hudebník, skladatel a textař.

## Život
Studoval hru na bicí, skladbu a dirigování na Státní konzervatoři. Během studia vstoupil na profesionální dráhu v divadle Semafor se zpěvákem a kytaristou Pavlem Sedláčkem. V roce 1962 se stal členem skupiny Olympic. V letech 1965–1967 byl členem divadelního uskupení Apollo bratří Štaidlů a Karla Gotta. V roce 1967 měl automobilovou nehodu, která ho na čas vyřadila z aktivní hudební činnosti. Poté byl redaktorem v Supraphonu a psal hudbu k filmům. Dále působil v hudebních tělesech Swing Quartet, Jazz revue. Od roku 1974 se stal členem Orchestru Československé televize. V roce 1990 ukončil svou činnost v Československé televizi. Dále působil bez stálého angažmá znovu v Semaforu. V divadle Semafor pomáhal realizovat koncerty Jiřího Suchého a Jitky Molavcové. V té době také skládal písně pro různá divadelní představení a psal pro děti. Do tohoto období patří například hudba, kterou složil k loutkovému muzikálu Šípková Růženka.
Na pohřeb mu z celé hudební branže přišli jen dva lidé.

## Známé skladby
- C'est la vie / zpěv Karel Gott
- Hej, páni konšelé / zpěv Karel Gott
- Pošli to dál
- Proč ptáci zpívají
- Jen se přiznej, že ti scházím / zpěv Waldemar Matuška
- Lipovou alejí / zpěv Helena Vondráčková
- Setkání / zpěv Hana Zagorová,Drupi

## Hudba k filmům a videoklipům
- 1966: Karel Gott: C'est la vie (hudební videoklip)
- 1967: Karel Gott: Večerní chorál (hudební videoklip)
- 1969: Slasti Otce vlasti
- 1973: Hroch
- 1978: Kolombína
- 1978: O statečné princezně Janě (TV film)
- 1980: Den velkého ticha (TV film)
- 1980: Pohádka z šafránové louky (TV film)
- 1981: Burácení s burácem (TV film)
- 1981: Malý televizní kabaret (TV pořad)
- 1981: Jak Kačenka hledala tátu (TV film)
- 1982: Daleko od stromu (TV film)
- 1982: Doktor z vejminku (TV seriál)
- 1982: Madlenka a strašidla (TV film)
- 1982: O brokátové růži a slavíku z perleti (TV film)
- 1982: Příhody pana Příhody
- 1984: Honza a tři zakleté princezny (TV film)
- 1984: O princezně Solimánské (TV film)
- 1985: O Honzovi a princezně Dorince (TV film)
- 1985: Podivná přátelství herce Jesenia
- 1985: Robotóza (TV film)
- 1987: Podivná nevěsta (TV film)
- 1988: Strom pohádek: Divoké labutě (TV film)
- 1989: O Budulínkovi
- 1991: Kosmická čarodějnice v Čeboni (TV film)
- 2009: Zemský ráj to napohled

## Hrál ve filmech
- 1968: Kulhavý ďábel
- 1981: Malý televizní kabaret (TV pořad)
- 1985: Podivná přátelství herce Jesenia
- 1991: Hřbitov pro cizince (TV film)
- 2004: Kam zmizel ten starý song (TV pořad)[1]